# 額角

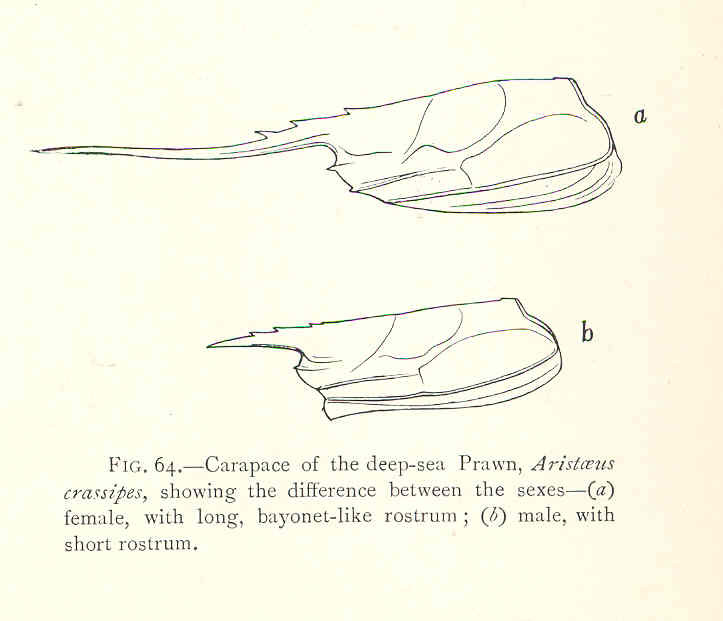
エビ類の背甲。前（左側）に突き出した額角を先頭にもつ。

額角（がっかく、英：Rostrum）とは、甲殻類などの節足動物で、背甲の前端中央から突き出した角のような突起である。エビ類で一般に見られる他、アミ類・端脚類・カイアシ類・貝虫類・ミジンコ類なども額角と呼ばれる構造を先頭にもつ。
通常は背甲と一体化して不動の構造体だが、シャコ類とコノハエビ類の額角は背甲と関節して蝶番のように可動で、額板（rostral plate）と呼ぶ。
十脚類の場合、ゾエア幼生の額角は長い棘状に発達し、額棘（がっきょく、rostral spine）と呼ぶ。十脚類成体の額角は主にエビ類で顕著に見られ、縁に鋸歯状の棘が並ぶ場合が多い。

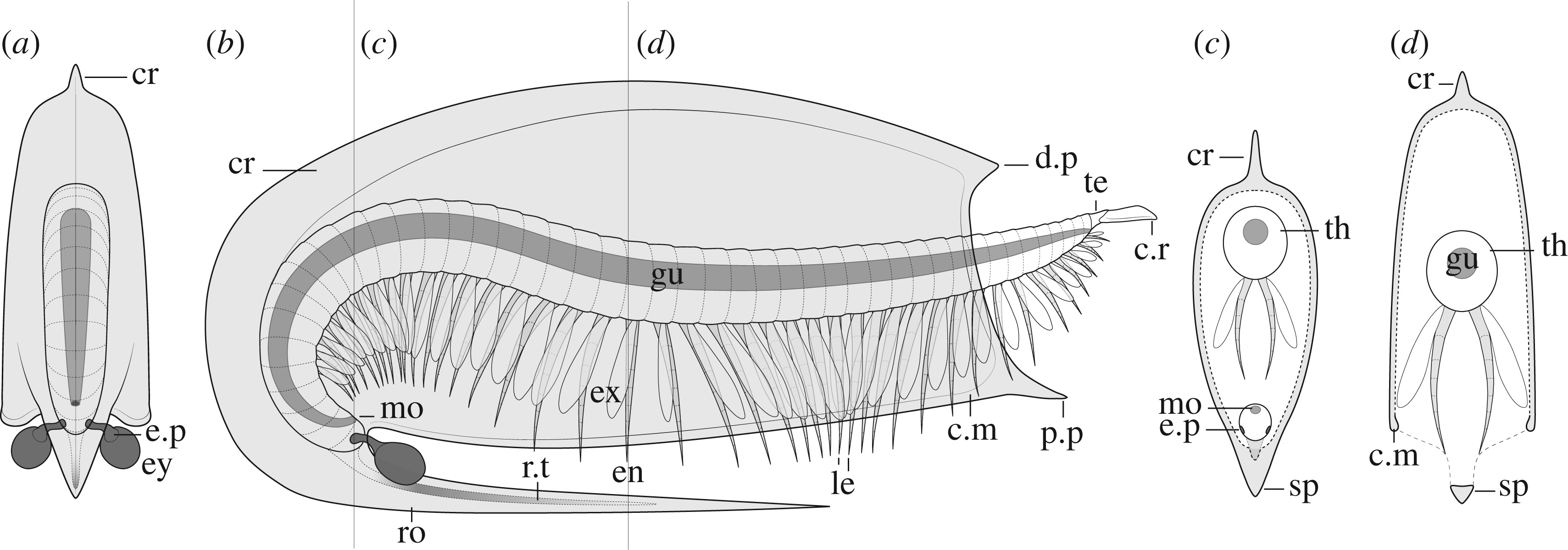
フィブラカリスの額角（ro）

甲殻類以外では、Hymenocarina類の化石節足動物フィブラカリスに長大な額角をもつことが知られている。

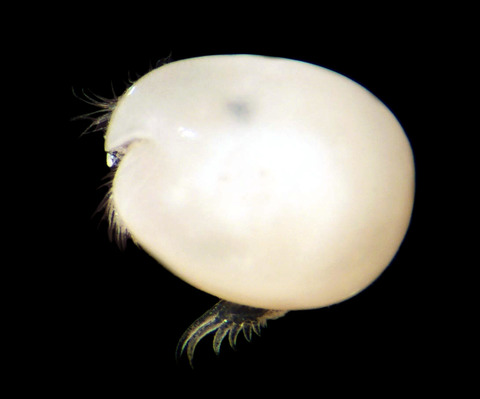
貝虫類
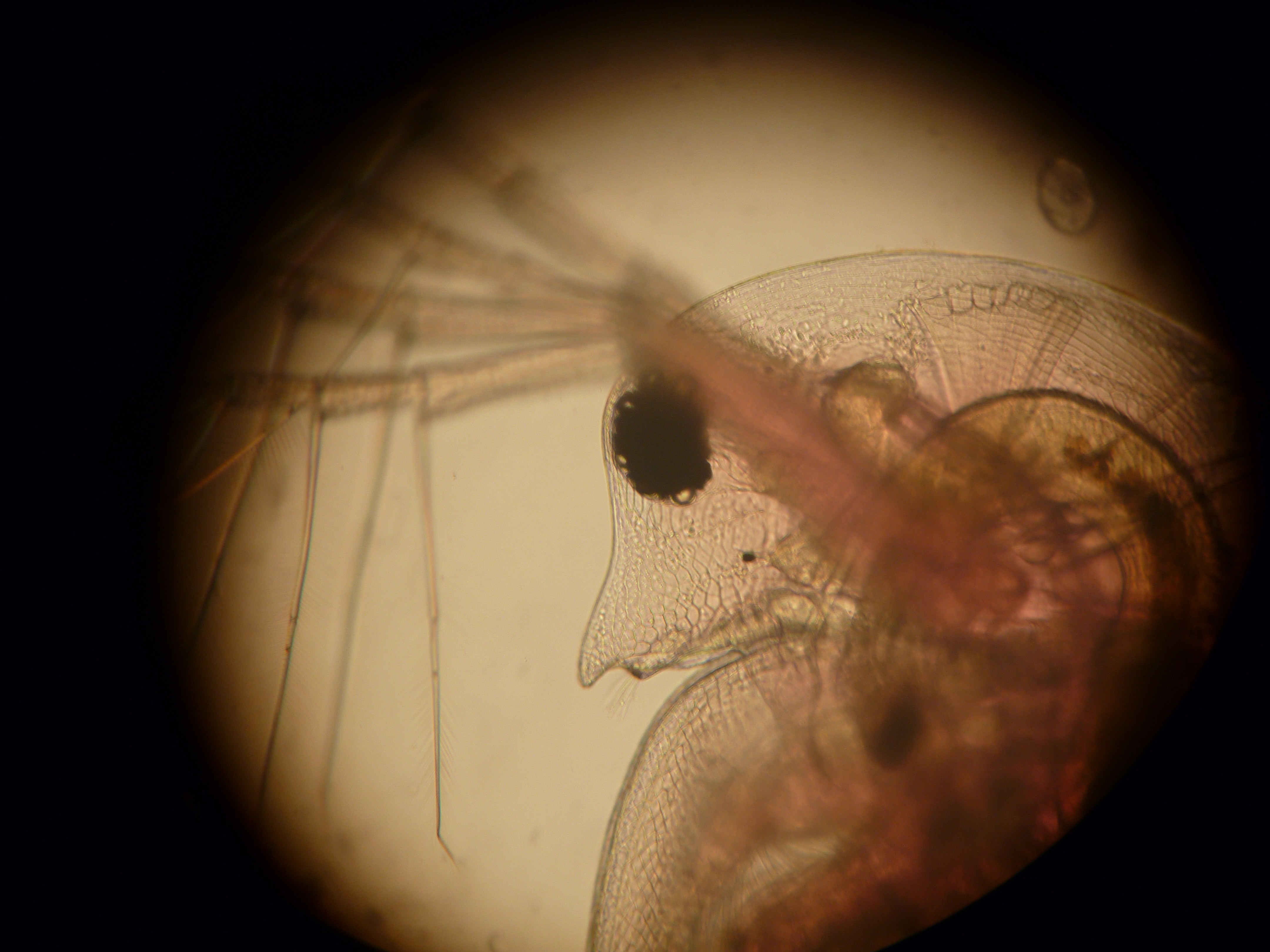
ミジンコ類の額角
コノハエビ類の額板（2）
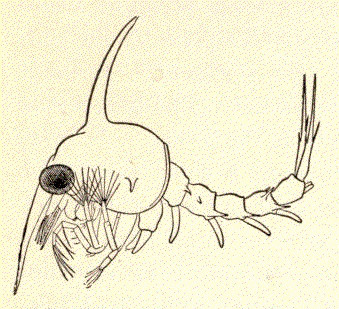
ゾエア幼生